# Klesów (gmina)
Klesów (do 1922 Wiry) – dawna gmina wiejska istniejąca do 1939 roku w woj. poleskim/wołyńskim (obecnie na Ukrainie). Siedzibą gminy był Klesów (początkowo jako Klesówka).
Gmina Klesów powstała 15 maja 1922 roku w powiecie sarneńskim w woj. poleskim, w związku z przemianowaniem gminy Wiry na Klesów. 16 grudnia 1930 roku gmina wraz z całym powiatem sarneńskim została przyłączona do woj. wołyńskiego.
Według stanu z dnia 4 stycznia 1936 roku gmina składała się z 14 gromad. Po wojnie obszar gminy Klesów wszedł w struktury administracyjne Związku Radzieckiego.